# Sid Eudy
Sid Eudy, nacido Sidney Raymond Eudy (Moses Lake, Washington, 16 de diciembre de 1960-26 de agosto de 2024), fue un luchador profesional estadounidense, más conocido por su nombre en la lucha libre como Sycho Sid.
Sid fue cuatro veces Campeón Mundial, obtuvo dos veces el Campeonato de WWF y otras dos veces el Campeonato Mundial de WCW.

## Carrera

### Comienzos
Eudy entró al negocio de la lucha libre tras encontrarse con Randy Savage y su hermano Lanny Poffo. Tras ser entrenado por Mötley Cruz, Eudy hizo su debut haciendo pareja con Austin Idol y luchó contra el equipo de Nick Bockwinkel y Jerry Lawler. Luego adoptó el personaje enmascarado de Lord Humongous.
Eudy inició su carrera en Continental Championship Wrestling (CCW) en 1987, con el gimmick de Humongous. También compitió en New Japan Pro Wrestling (NJPW), donde desafió a Tatsumi Fujinami por el Campeonato Peso Pesado de la IWGP bajo el nombre de Vicious Warrior, pero no fue capaz de ganar el título, luego tuvo un paso breve en World Class Championship Wrestling (WCCW), donde adoptó uno de sus más notables nombres como luchador: Sid Vicious, nombre tomado del músico de punk rock del mismo nombre que fue bajista de Sex Pistols.

### World Championship Wrestling (1989-1991)

#### The Skyscrapers (1989)
En 1989, Eudy firmó con World Championship Wrestling y retuvo el nombre de Sid Vicious. Hizo su debut el 16 de julio de 1989 en una grabación de WCW Pro en Cleveland, Ohio donde derrotó a DeWayne Bruce. Originalmente pensado para ser utilizado como luchador en solitario, Eudy hizo pareja con Danny Spivey para formar The Skyscrapers. Manejados por Teddy Long, The Skyscrapers tuvieron feudos con Steiner Brothers y Road Warriors. Durante esta época, adoptó la Powerbomb como movimiento final. Sin embargo, el equipo fue efímero; Eudy fue reemplazado por "Mean" Mark Callous tras sufrir una costilla rota y un pulmón perforado durante una lucha contra Steiner Brothers en la edición de noviembre de ese año de Clash of the Champions.

#### The Four Horsemen (1990-1991)
Tras recuperarse, Eudy fue introducido en la edición de NWA Power Hour del 11 de mayo de 1990 como el más nuevo integrante de Four Horsemen de Ric Flair, y era anunciado que procedía de "donde él quisiera que le dé la maldita gana". Sid era el "músculo" del grupo e fue inicialmente traído para contrarrestar la fuerza de RoboCop en Capital Combat. Su primera lucha televisada fue una derrota de 26 segundos contra Lex Luger en Clash of the Champions XI: Coastal Crush, en la cual el árbitro hizo la cuenta rápida de tres. Como uno de los Horsemen, Eudy tuvo desafíos con Paul Orndorff y Junkyard Dog. Atacó al Campeón Peso Pesado Mundial de NWA Sting tras la lucha titular del campeón en Clash of the Champions XII: Mountain Madness/Fall Brawl '90, preparando así su primer combate como luchador en solitario. En Halloween Havoc, un falso Sting (Barry Windham), en colusión con Sid, permitió que Sid le cubriera después de cambiar su puesto con el verdadero Sting para ganar el título. Sin embargo, su plan fracasó cuando el verdadero Sting apareció y derrotó a Sid para retener el título.
La asociación de Sid con Horsemen se volvió tenue tras este episodio, y empezó a luchar como un quasi-face en noviembre de 1990 cuando se enfrentó a The Nightstalker en Clash of the Champions XIII: Thanksgiving Thunder, el cual Eudy ganó. Sin embargo, fue atacado después de una lucha por el debutante Big Cat, en respuesta Sid reclutó a su excompañero Spivey para una efímera reunión de Skyscrapers en Starrcade en diciembre donde los dos derrotaron a Big Cat y The Motor City Madman. Tras esta lucha Eudy volvió a ser antagonista directamente, finalizando la carrera de Trucker Norm en WCW en enero de 1991, y derrotando a Joey Maggs en Clash of the Champions XIV: Dixie Dynamite después ese mes. Regresó como miembro de Horsemen y participó en la lucha WarGames en WrestleWar. The Four Horsemen se disolvieron sin problemas en abril de 1991, un tiempo en el que entró en negociaciones con WWF. A pesar de una enorme oferta de contrato y la promesa de un campeonato mundial, Eudy anunció sus intenciones de dejar WCW. Antes de marcharse tuvo un feudo con El Gigante, que culminó con una derrota en SuperBrawl I.

### World Wrestling Federation (1991-1992)
Sid debutó en World Wrestling Federation bajo el nombre de Sid Justice, empezando un feudo con The Undertaker. En King of the Ring de 1991 logró derrotar a The Warlord, pero fue eliminado vía descalificación por Undertaker, más tarde en WWF derrotó a Mr. Perfect, en SummerSlam 1991 participó como árbitro especial entre la lucha de Warrior y Hulk Hogan contra Slaughter, Mustafá y el General Ednan. Sid también derrotó en octubre de 1991 a Jake Roberts en menos de 1 minuto, al igual que hizo la semana siguiente contra The Undertaker.
Sid se lesionó más tarde debido al ataque de Roberts y de The Undertaker, pero volvería en enero de 1992 derrotando en un Handicap Match a Hercules Hernández y a Paul Roma. Participó en el Royal Rumble 1992 donde no logró ganar, más tarde comenzaría un feudo con Hulk Hogan, donde Sid se volvió antagonista al atacar a Hogan. En WrestleMania VIII fue derrotado por Hogan en su última aparición en WWF.

### World Wrestling Federation (1995-1997)

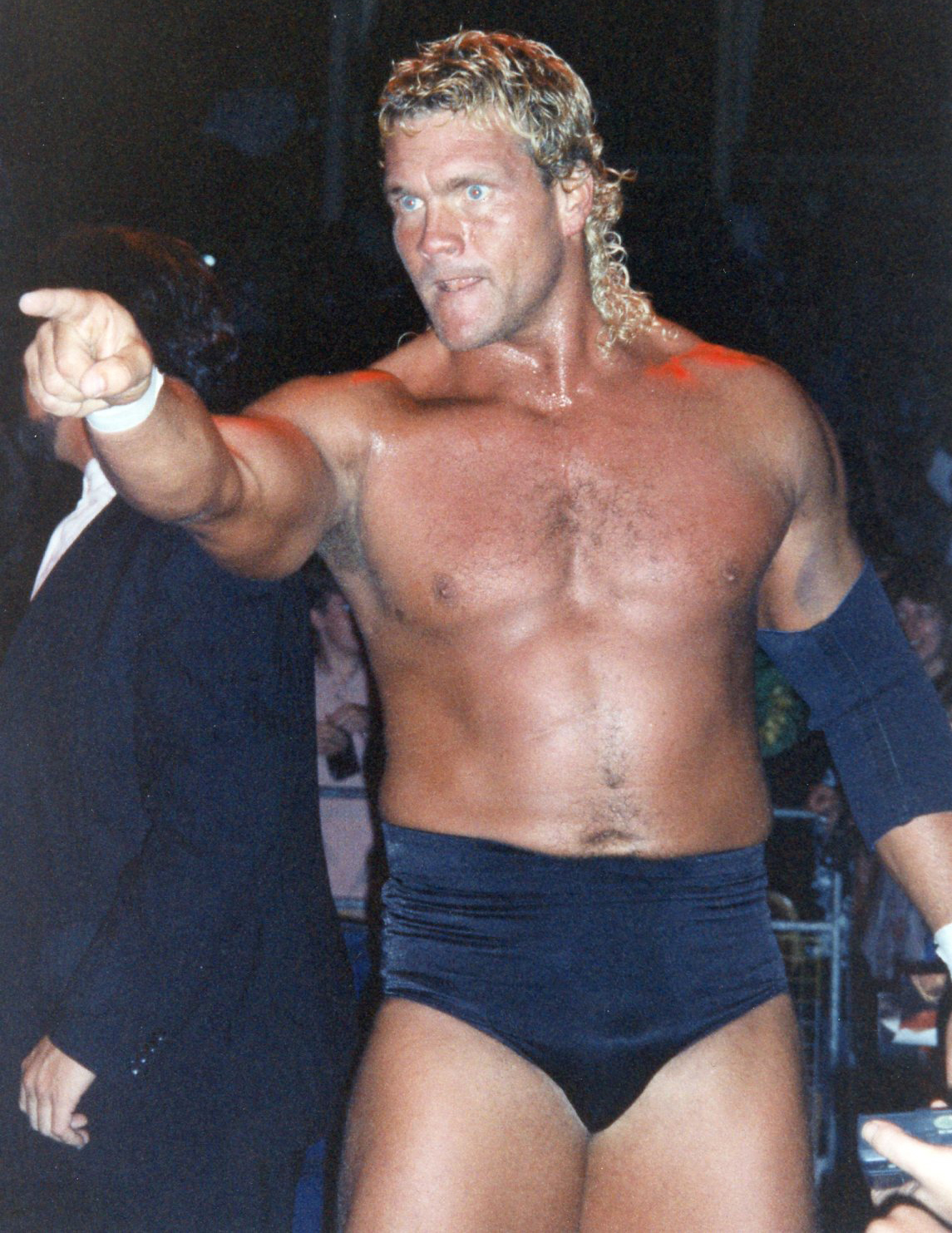
Sid, en 1995, uniéndose al stable de Ted DiBiase.

Sid volvió como heel siendo el guardaespaldas de Shawn Michaels, aunque más tarde Sid traicionaría a Michaels. Empezó a atacar simultáneamente con su Powerbomb a Shawn Michaels, Diesel y Bam Bam Bigelow teniendo una oportunidad en el primer In Your House por el Campeonato de WWF, ante Diesel, fracasando en In Your House 1 y 2. En In Your House 3 derrotó a Henry Godwin. En un episodio de RAW hizo pareja con Owen Hart y Yokozuna siendo derrotados por Diesel y Shawn Michaels en una lucha de desventaja. En el siguiente episodio de RAW derrotó vía conteo de 10 a Marty Jannetty, y 1 mes después hizo pareja con The Kid para derrotar a Razor Ramon y a Marty Jannetty. 
En enero de 1996 se lesionó el cuello en una lucha contra Razor Ramon, a pesar de ganar. Volvió en mayo de 1996 como face al salvar a Shawn Michaels de un ataque de Vader y Mankind, en junio de 1996 derrotó a Vader con el Powerbomb. Más tarde inició su pugna con British Bulldog al cual derrotó en SummerSlam 1996. En In Your House 11 derrotó a Vader y en Survivor Series 1996 ganó el Campeonato de WWF al derrotar a Shawn Michaels, defendió el título 2 semanas después ante Owen Hart y en In Your House 12 ante Bret Hart. Sin embargo perdió el título en Royal Rumble 1997 ante Shawn Michaels. 
Estuvo ausente por 3 semanas donde volvió en RAW derrotando a Bret Hart y ganado por segunda ocasión el Campeonato de WWF. Entonces empezó un feudo con The Undertaker por el Campeonato, en RAW Undertaker y Sid fueron derrotados por Mankind y Vader, en WrestleMania 13 Undertaker derrotó a Sid. Sid tuvo su revancha al día siguiente en RAW perdiendo ante Undertaker. Sid entonces tuvo 2 derrotas corridas ante Owen Hart, su última aparición fue en julio donde derrotó a Owen Hart. Tras esto Sid salió de WWF.

### 1999
Sid firmaría por tercera ocasión con World Championship Wrestling donde comenzaría una rivalidad con Kevin Nash, aliándose rápidamente con Randy Savage derrotando en julio de 1999 a Sting y Nash en una lucha por parejas, de la cual Savage se coronaría Campeón de WCW, derrotó a Sting en Hog Wild y tras esto ganó el WCW United States Championship al derrotar al entonces campeón Chris Benoit, defendería su título ante Brian Adamspero lo perdería un mes después ante Goldberg, después de esto cambia a face, y comienza una rivalidad contra Kevin Nash y Scott Hall, en Starrcade de ese año sería derrotado por Nash en una lucha de Powerbomb, en la cual intervino Jeff Jarrett, tras esto fue derrotado por Scott Hall, gracias a la intervención de Jarrett, que luego de la lucha Goldberg entraría a defender a Sid de Jarrett.

### 2000-2001 (lesión)
Perdería una lucha contra Chris Benoit en Souled Out 2000, después de que Benoit abandonara la empresa, se convirtió en Campeón de WCW en dos ocasiones, al derrotar a Kevin Nash, luego defendería con éxito su título ante Jeff Jarrett y Scott Hall, cubriendo a Hall tras un Powerbomb, tras esto en Uncensored 2000 defendió una vez más con éxito el título mundial ante Jarrett. Dejó vacante el título por una lesión en abril de 2000. Volvería en diciembre de 2000, enfrentándose al campeón mundial Scott Steiner en Starrcade (2000), tendría un enorme accidente el 14 de enero de 2001 en Sin, en una fatal de 4 esquinas, retando a Scott, lucha en la que también participaría Jeff Jarrett y Road Warrior Animal, cuando intentó aplicar un "Diving One Leg Drop Kick" a Steiner, y se rompió la tibia en dos, la lesión fue excesiva para hacer otras emisiones y Repeticiones de Nitro, tras esto denunció a World Championship Wrestling por obligar a Sid a aplicar una maniobra tan arriesgada, para su altura y sus 310 lbs de peso.

### 2012
Regresó a WWE en junio de 2012 como una de las leyendas que se enfrentaron a Heath Slater en las semanas previas a Raw 1000. Volvió a aparecer junto a otras leyendas contra las que había luchado Heath Slater (Vader, Rikishi, DDP, JBL, Ron Simmons, Sgt. Slaughter, Doink The Clown, Road Warrior Animal y Bob Backlund, entre otros) para ayudar a la rival de turno de Slater, Lita, en Raw 1000.

## Fallecimiento
Sycho Sid falleció el 26 de agosto de 2024 a los 63 años. Gunnar Eudy, su hijo, mediante sus redes sociales, confirmó el fallecimiento del luchador después de una larga lucha contra el Cáncer.

## Campeonatos y logros
- World Wrestling Federation/WWF
  - WWF Championship (2 veces)

- World Championship Wrestling/WCW
  - WCW World Heavyweight Championship (2 veces)
  - WCW United States Championship (1 vez)